# Ország Boltja verseny
Az Árukereső.hu 2011 óta minden évben megrendezi a hazai online boltok minőségi és népszerűségi megmérettetését, az Ország Boltja versenyt. A verseny célja, hogy az internetező közösség szavazatai és a valós fogyasztók vásárlás utáni értékelései segítségével megtalálják a legjobb minőségű, valamint a legnépszerűbb webáruházakat, ezáltal építve a vásárlói bizalmat és népszerűsítve a magyarországi elektronikus kereskedelmet.

## Verseny a minőségi díjakért
A szavazásban csak valódi, az Árukereső.hu-ról egy adott boltba érkező vásárlók vehetnek részt, akik az online megrendelésüket követően egy kérdőív kitöltésével értékelik a bolt szolgáltatásait, valamint a rendelés és kézbesítés menetét. E kérdőívek összesítése alapján ítélik oda a díjakat termékkategóriánként. 2013 óta, a korábbi évektől eltérően, minden kategóriában első, második és harmadik helyezést ítélnek oda, a három legmagasabb összesített értékelést elérő boltnak.

## Verseny a népszerűségi díjért
A boltokra a verseny időtartama alatt, az Ország Boltja internetes oldalán szavazhatnak a látogatók. Minden termékkategóriában egy díjat adnak át az időarányosan legtöbb szavazatot elérő boltnak. Egy felhasználó összesen három boltra szavazhat egyenértékűen a verseny során.

## Díjátadó gála
A versenyt minden évben egy nagyszabású díjátadó gála zárja, ahol ünnepélyes keretek között a hazai e-kereskedelem meghatározó képviselői, valamint neves közszereplők adják át a díjakat a nyerteseknek.